# Amt Mengerskirchen
Das Amt Mengerskirchen war ein nassau-dillenburgisches bzw. oranisches und zuletzt herzoglich nassauisches Amt mit Sitz in Mengerskirchen.
Nach 1620 richtete Nassau-Hadamar aus Teilen der bisherigen Ämtern Ellar und Beilstein das Amt Mengerskirchen ein. Vorausgegangen war der Wechsel von Graf Georg von Nassau-Beilstein nach Dillenburg. In dessen Folge wurde die Grafschaft Nassau-Beilstein geteilt. Nassau-Hadamar erhielt das Kirchspiel Mengerskirchen, dass es mit dem Kirchspiel Elsoff zu dem neuen Amt vereinigte. An der Spitze des Amtes stand ein Amtmann sowie ein Landschultheiß, der zugleich der zuständige Keller war.
Ab 1717 gehörte es zu Nassau-Dillenburg, dass es um das von Nassau-Weilburg erworbene Kirchspiel Neunkirchen ergänzt. 1727 wurde es, ohne das Kirchspiel Elsoff, zum Amt Mengerskirchen-Ellar mit Amtssitz in Mengerskirchen verschmolzen. Das Kirchspiel Elsoff wurde dem Amt Stuhlgebiet (Sitz in Rennerod) angeschlossen und fiel an Nassau-Diez. Nach dem Aussterben der Linie Nassau-Dillenburg fiel das Amt Mengerskirchen-Ellar ab 1743 ebenfalls an das Haus Nassau-Diez, das sich später in Oranien-Nassau umbenannte. Das Haus Oranien-Nassau übertrug die Geschäftsführung und Rechtsprechung im gesamten ehemaligen Fürstentum Nassau-Hadamar einem Amtskollegium aus drei Amtmännern mit Dienstsitz Hadamar. Die Amtsverwaltung hatte ihren Sitz in der Burg Mengerskirchen. Im Jahr 1775 wurde dann das Amt Mengerskirchen erneut eingerichtet.
1806 fiel das Amt an das Großherzogtum Berg. Im Großherzogtum Berg wurden die Ämter aufgelöst und stattdessen Kantone eingerichtet. Das Mengerskirchener Amt fiel überwiegend an den Kanton Driedorf. Bald nach der Völkerschlacht bei Leipzig löste sich das Großherzogtum auf und Nassau-Oranien erhielt seine Gebiete wieder zurück. Nach der Rückgabe an Nassau-Oranien wurden 1813 daraus die bisherigen oranischen Ämter, darunter das Amt Mengerskirchen in alter Form wiedereingerichtet. Am 31. Mai 1815 trat Oranien die Erblande an Preußen ab. Preußen tauschte wiederum die Gebiete mit dem Herzogtum Nassau, so dass das Amt Mengerskirchen nun Teil des Herzogtums wurde. Bei der Ämterreform am 1. Juli 1816 wurde das Amt Mengerskirchen dem Amt Weilburg angegliedert.

## Amtmänner
- 1727–1733: Johann Eberwein Reichmann
- 1733–1744: Philipp Wilhelm Adrian Chelius
- 1775–1787: Georg Gottfried Muzelius
- 1775–1787: Schenck
- 1790–1811: Arnold Christian Gail